# 青木久 (立川市長)
青木 久（あおき ひさし、1925年（大正14年）5月28日 - ）は、立川市長（5期）、全国市長会会長（第25代）。

## 経歴
東京都立川市出身。府立二中（現東京都立立川高等学校）を経て、1947年盛岡工専（現岩手大学）卒。中学校教諭を務めたのち、北多摩郡砂川町収入役となる。立川市との合併後は、同市の副収入役・建設部長・総務部長・助役を歴任した。1987年立川市長に就任、2007年まで5期20年務める。市長在任中に、2002年から翌年まで全国市長会会長を務めた。